# Agnes Ravatn
Agnes Ravatn, född 8 februari 1983 i Ølen i Rogaland, Norge, är en norsk essäist och författare som skriver på nynorska. Hon debuterade 2007 med romanen Veke 53. År 2013 utkom den prisbelönade romanen Fugletribunalet, som sattes upp som teaterpjäs på Det Norske Teatret 2015 och utkom i svensk översättning 2020.

## Priser och utmärkelser
- 2007 – Bergensprisen for beste bok, för Veke 53
- 2008 – Alfred Andersson-Ryssts fond
- 2008 – Rogaland fylkeskommunes Kulturpris
- 2011 – Språkprisen 2011 (nynorska) för Stillstand och Folkelesnad
- 2013 – Arne Hestenes’ journalistpris 2013
- 2014 – Ungdommens kritikerpris 2014 för Fugletribunalet
- 2014 – P2-lytternes romanpris 2013 för Fugletribunalet
- 2014 – Bokbloggernes romanpris 2013 för Fugletribunalet